# Hameopis
Hameopis là một chi bướm đêm thuộc họ Geometridae.